# 京極高知
京極高知（日语：／ Kyōgoku Takatomo，1572年—1622年9月17日）是日本戰國時代至江戶時代初期的武將、大名。父親是近江守護的名門京極高吉。丹後宮津藩初代藩主。高知流京極家的家祖。

## 生平
在元龜3年（1572年）出生，家中次男。仕於豐臣秀吉，因為功績而被允許使用羽柴氏，於是自稱羽柴伊奈侍從。文祿2年（1593年），得到義父毛利秀賴的遺領（而秀賴的嫡男秀秋則被無視），領有信濃國飯田城6萬石，並被任命為從四位下侍從。在領內允許基督教的傳播，後來自身亦成為吉利支丹。文祿3年（1594年），加增至10萬石。

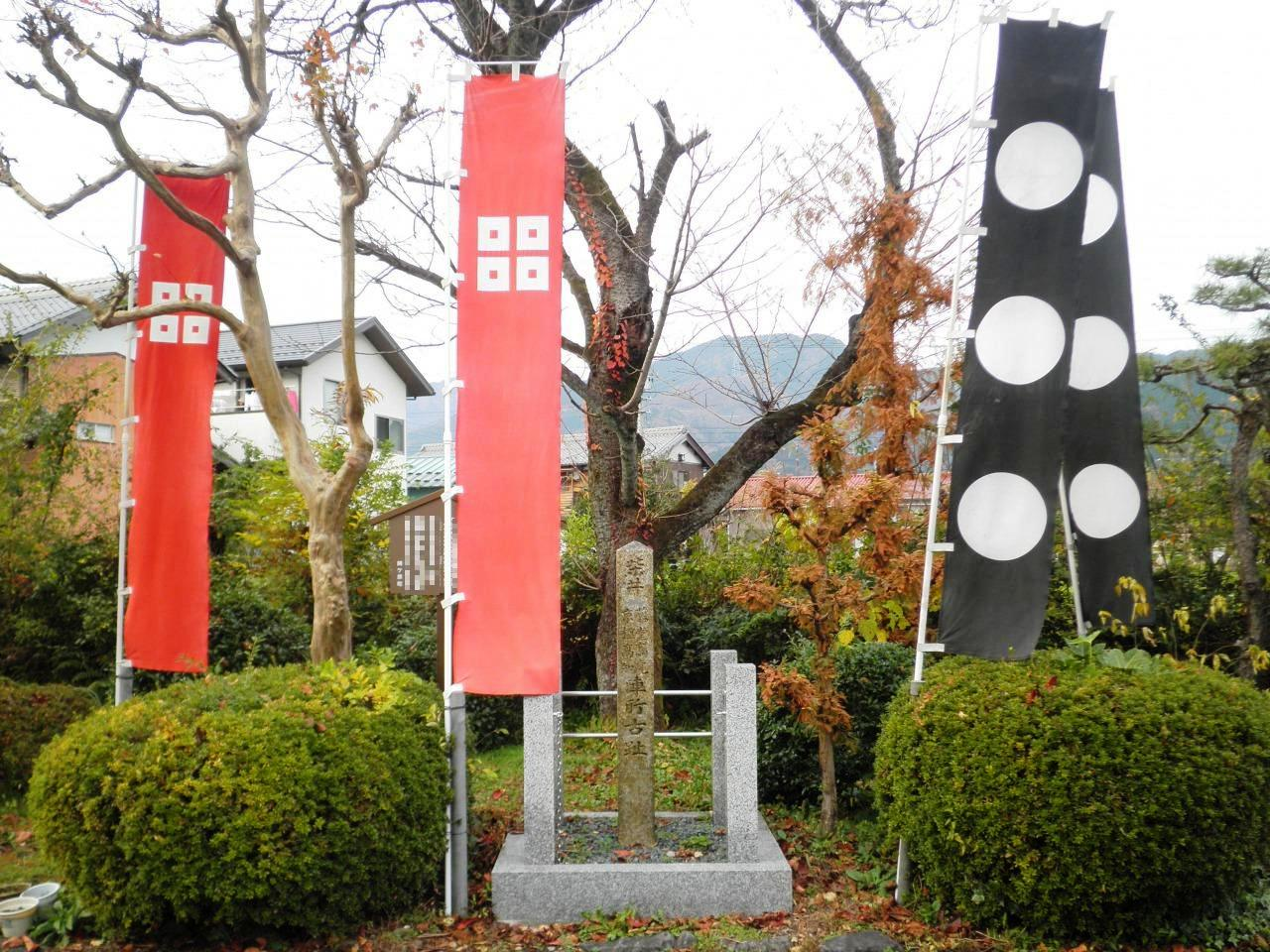
關原之戰中，藤堂高虎、京極高知陣跡（現今岐阜縣不破郡關原町）

在秀吉死後，開始接近德川家康。慶長5年（1600年），參與岐阜城之戰，在關原之戰中，與大谷吉繼隊戰鬥等，立下戰功。戰後，被賜予丹後國12萬3千石，以國持大名的身份，自稱京極丹後守。在進入田邊城後，把據點移至宮津城。在元和8年8月12日（1622年9月17日）死去。享年50歲。墓所在京都府舞鶴市的本行寺和京都府京都市北區的大德寺芳春院。

## 子孫
此後，領地被分封予嫡男高廣、三男高三、以及外甥兼婿養子高通，變成宮津藩、田邊藩、峰山藩。嫡流成為宮津7萬8千2百石的領主，不過在第3代被改易，子孫以高家身份存續至幕末。田邊藩京極家在第3代轉封至但馬國豐岡。峰山藩京極家直到幕末為止，都沒有轉封，當中更送出若年寄，以準譜代大名身份參與幕政。

## 外部連結
- 武家家伝＿京極氏 （页面存档备份，存于）